# Rudologie
La rudologie (du latin rudus, « décombres, masse non travaillée ») est l'étude systématique des déchets, des biens et des espaces déclassés. Elle a été créée en 1972 par Jean Gouhier, géographe à l'université du Maine. Les praticiens de la discipline sont des « rudologues ».
Le rudologue analyse la production des déchets en amont et propose des solutions techniques à tous les partenaires de la filière : producteurs, collecteurs, traiteurs.